# Курски електроапаратен завод
„Курски електроапаратен завод“ АД (на руски: „Курский электроаппаратный завод“), съкратено КЕАЗ (КЭАЗ), е най-голямото предприятие в Русия за производство на електротехнически апарати.
Заводът за електрически уреди в Курск е основан при победата в Отечествената война на СССР от 1945 г. с постановление на Държавния комитет по отбрана „За организирането на завод за производство на оборудване с ниско напрежение в Курск“ от 6 ноември с.г. През 1950-те години започва произнводтвото на апаратите AP16 и AP25. Следва изключително ефективният електрически апарат АР50.
През 1956 година завводът започва да изнася своята продукция. През 1960-те години топлоелектрическите централи в Иран, Пакистан, България и Куба се оборудват с прекъсвачи КЕАЗ. Продуктите на завода се доставят за оборудване на предприятия в Бразилия, Боливия, Мароко, Румъния и други страни.
През 1990-те години след икономическите промени производството не спира. За първи път в Русия е произведен модулният прекъсвач VM40. Разработено и овладено е устройство за защита на човек от токов удар UZO-D40, апартаментен щит ЩК-2. Активно се разработват продукти за окабеляване: контакти, ключове и др.